# Vzpomínky Jolinar
Vzpomínky Jolinar je 12. epizoda 3. řady sci-fi seriálu Hvězdná brána.

## Děj
Velitelství Hvězdné brány je kontaktováno Tok'ry a ačkoli Samantha Carterová doufá, že přichází její otec Jacob Carter, přichází Martouf. Martouf sděluje, že Jacob/Selmak byl zajat Sokarem a poslán na Netu, měsíc Sokarovy domovské planety Delmak. Měsíc je silně hlídaná trestanecká kolonie, ze které unikla pouze jedná osoba: Jolinar z Malkshuru.
Sokar postupně získává moc v galaxii. Protože záchrana Jacoba by mohla pomoci podkopat jeho moc, souhlasí SG-1 se záchrannou misí spolu Martoufem. Poté, co přijdou hvězdnou bránou na planetu Vorash, nastoupí do Tel'taku a letí na Netu, jelikož měsíc nemá svou vlastní Hvězdnou bránu. Plánem je, že Teal'c zůstane na palubě, aby mohla SG-1 uniknout.
Během cesty k Netu, Martouf použije paměťový skener, aby pomohl Carterové obnovit vzpomínky Jolinar, protože Jolinar nikdy nikomu neřekla jak unikla z Netu. Když Martouf zařízení aktivuje, Carterová vidí vzpomínky na otce, romantický moment mezi Jolinar a Martoufem a obraz Sokarova mučení Jolinar. Nenajdou však žádné vzpomínky na únik.
Když dorazí k měsíci, SG-1 se transportuje na povrch, kde vstoupí do jeskynního systému. Tam jsou obklopení vězni vedenými Goa'uldem jménem Na'onak. Carterová na základě vzpomínek od Jolinar řekne, že přišli za Bynarrem, vládcem Netu, který se náhle objeví a přikazuje SG-1 uvěznit.
Když je SG-1 v cele, Carterová vysvětluje, že Bynarr je zřejmě klíčem k útěku. V cele najdou najdou také zraněného Jacoba. Bynarr se transportuje pomocí kruhů na Delmak, kde se setkává se Sokarem a říká mu o nových příchozích.
Na Netu Jacob odhaluje že Sokar vybudoval obrovskou flotilu, aby zničil další Vládce soustavy. SG-1 předá tuto informaci Teal'covi, aby v případě neúspěchu mise informoval nejvyšší radu Tok'rů. Carterová je vyslýchána Bynarrem. Má vzpomínky o Jolinar, která svedla Bynarra, aby mohla uprchnout použitím transportních kruhů v Bynarrově místnosti. Po krátkém rozhovoru se Brynarr pokusí použít "ozbrojenou ruku" a zabít jí. Neočekávaně jej však zastřelí jeho První muž Na'onak. Carterová je odvedena zpět do cely, kde říká ostatním o tom co se stalo. SG-1 vymyslí plán, jak prchnout použitím transportních kruhů v Bynarrově místnosti. Kontaktují Teal'ca, který je právě napaden Smrtícími kluzáky. SG-1 se dostane ven z cely a vloupá se do Bynarrovy místnosti, ale Na'onak je vidí. Protože nemají klíč ke transportním kruhům, Martouf se pokouší zkratovat ovládací prvky. Těsně předtím, než se mu to podaří, Na'onak a jeho vojáci vejdou a zajmou je. Na'onak prohlašuje, že on bude opět znám pod svým opravdovým jménem a odstraní svou přilbu. Odhaluje příšerně zjizvenou tvář Apophise.